# 藍星木
藍星木（1948年1月2日—2024年4月23日），曾任國民黨籍高雄市議員、全國黨代表，生於台灣高雄市。

## 生平
1994年，當高雄市議員，進入政壇。
2003年，涉入朱安雄高雄市議長賄選案，遭到起訴。審判書中說，朱安雄向蔡慶源約定以每票五百萬元的代價，投票支持他當選議長，蔡慶源承諾除他之外，藍星木、曹明輝、童燕珍、王齡嬌等四票都可以投給朱安雄，隨後約藍星木至酩軒茶坊包廂見面。藍星木聲稱只是到場打招呼，不知賄選之事。審判長林水城以無積極證據證明有期約賄選事實，判決藍星木無罪。
2007年6月28日深夜，因選民許慧心發生酒駕被捕，藍星木至高市警局交通大隊了解案情時，出手推打、辱罵員警張瑋國，員警以過肩摔制服藍星木，並以現行犯名義銬上手銬，逮捕藍星木。事後警方私下縱放許慧心與藍星木。7月2日，高雄市議長莊啟旺出面關切。7月4日，警察局人評會完成執法不當員警的懲處，員警張瑋國記過一次並調內勤、值班小隊長申誡兩次、分隊長申誡兩次並調整職務、中隊長申誡一次。7月5日，市長陳菊及警察局長蔡以仁至高雄市議會向藍星木及議長莊啟旺致歉，市議員許崑源不滿警員處份太輕。7月9日，市警局重開人評會，警員張瑋星改記二小過調職，小隊長、分隊長也加重處分。經媒體報導後，高雄地檢署主動調查。8月29日，檢察官以藍星木與許慧心觸犯妨礙公務，獲緩起訴，但交通大隊中隊長黃欽信、分隊長曾益章、小隊長許澤清、承辦警員張瑋星以縱放人犯罪嫌起訴。後來小隊長被高雄地院依認罪協商程序以「公務員便利人犯脫逃罪」判處有期徒刑壹年，緩刑參年，並被公懲會記申誡；中隊長被公懲會記過2次，並經高雄地院判處有期徒刑伍月，得易科罰金15萬元。
2010年12月25日，高雄市議會舉行縣市合併後正副議長選舉，藍星木涉嫌以摺疊選票將圈印處外露的方式，讓監察員黃柏霖等人觀看，遭起訴。經認罪協商，於2012年6月14日，高雄地院依洩漏國防以外秘密罪，判處徒刑3個月，得易科罰金。
2014年市議員選舉，藍星木落選，連任失敗。
2024年4月初，藍星木因意外摔倒骨折送醫，醫院檢查發現除多處骨折，肋骨也斷了六支，經評估無法開刀而於4月23日離開人世，享壽78歲；5月6日於高雄市立殯儀館景德廳舉行告別式。

## 資料來源
1. ↑  陳俊斌. . 自由時報. 2007-08-29  [2014-10-23]. （原始内容存档于2016-03-04）.
2. ↑  王淑芬. . 中央社. 2007-07-05  [2014-10-23]. （原始内容存档于2019-06-08）.
3. ↑  涂建豐、湯寶隆. . 蘋果日報. 2007-07-10  [2014-10-23]. （原始内容存档于2016-03-04）.
4. ↑  鮑建信. . 自由時報. 2007-08-29  [2014-10-23]. （原始内容存档于2020-10-24）.
5. ↑  王欽彥. . 新頭殼.   [2022-05-23]. （原始内容存档于2022-06-19）.
6. ↑  鮑建信. . 自由時報. 2012-06-14  [2014-10-23]. （原始内容存档于2020-10-01）.

## 外部連結
- 高雄市議會-藍星木議員簡介